# ابوسعید (قراقویونلو)
ابوسعید، یکی از فرمانروایان قراقویونلو که تحت نظارت تیموریان برای مدت کوتاهی سلطنت کرد. او در زمان قرا یوسف والی ارزنجان بود. او در نبرد سلماس تسلیم شاهرخ شد و تیموریان بعد از تسخیر آذربایجان و ارمنستان او را فرمانروای این منطقه قرار دادند. او در سال ۱۴۳۱ توسط برادرش قرا اسکندر کشته شد.